# DDR-Meisterschaften im Hallenfaustball 1955
Die DDR-Meisterschaften im Hallenfaustball 1955 waren die dritte Austragung der DDR-Meisterschaften der Männer und Frauen im Hallenfaustball der DDR im Jahre 1955. Sie fanden Anfang März in Magdeburg statt.

## Frauen
Endstand
| Platz | Mannschaft                | Punkte |
| ----- | ------------------------- | ------ |
| 1.    | Motor Gohlis-Nord Leipzig | 8:0    |
| 2.    | Lokomotive Schwerin       | 6:2    |
| 3.    |                           |        |

## Männer
Endstand
| Platz | Mannschaft                | Punkte |
| ----- | ------------------------- | ------ |
| 1.    | Motor Gohlis-Nord Leipzig | 8:0    |
| 2.    | Empor Rudolstadt          | 6:2    |
| 3.    |                           |        |